# Ferdinand Bal
Pour les articles homonymes, voir Bal (homonymie).
Ferdinand Bal, né le 1er août 1843 à Paris et mort dans cette même ville le 7 octobre 1910, est un architecte et ingénieur français.

## Biographie
Né le 4 août 1843 au no 4 de la rue de Jouy, dans l'ancien 9e arrondissement de Paris, François-Ferdinand Bal est le fils de Marie-Judith Sollier et d'Eugène Bal, fumiste.
Jeune architecte, Bal est nommé chevalier de la Légion d'honneur par un décret de l'empereur Napoléon III daté du 1er septembre 1867. La même année, il est nommé titulaire de l'Ordre du Christ du Portugal. À la fin du Second Empire, il demeure au no 7 de la rue de Turenne puis au no 5 de la rue des Lions-Saint-Paul.
En 1870, Bal prend part à la guerre franco-allemande comme officier et sert dans le 3e escadron de la garde nationale à cheval lors du siège de Paris.
Lors des élections municipales du 23 juillet 1871, Bal obtient 491 voix dans le quartier de l'Arsenal, mais c'est un autre ingénieur, Charles Callon, qui est élu par 1 076 suffrages avec le soutien de l'Union parisienne de la presse. Callon ne se représentant pas aux élections du 29 novembre 1874, les conservateurs (monarchistes) soutiennent le bonapartiste Bal, qui promet de ne pas faire intervenir des sujets de politique nationale dans les questions municipales et d’œuvrer à la reprise des grands travaux de la capitale. Il est cependant largement battu par le républicain Henri Harant, avec 706 voix contre 1693.
Le 12 juin 1873, Ferdinand Bal, demeurant alors au no 2 de la rue Charles-V, a épousé Louise-Désirée Baulot à Montgeron.
En 1879, pour la Société d'encouragement à l'élevage du cheval français, Bal réalise une tribune en charpente couvrant 700 m2 à l'hippodrome de Vincennes (remplacée en 1925 par des tribunes en béton).
Pendant moins d'un an, entre septembre 1882 et juillet 1883, le nom de « rue Ferdinand-Bal » a été donné à une rue nouvelle (l'actuelle cité d'Hauteville) dont l'architecte avait conçu les douze immeubles.
Son chef-d’œuvre reste le grand immeuble construit en 1883 pour le journal La France dans la rue Montmartre, entre la rue du Croissant et la rue Saint-Joseph. Il occupe l'emplacement de l'ancien marché Saint-Joseph, acheté (pour la « Société des immeubles commerciaux ») et démoli par l'architecte en 1882. Le décor sculpté, œuvre de Louis Lefèvre et Ernest Hiolle, a été conservé, même si le buste d'Émile de Girardin placé sur le pan coupé a été remplacé par celui de Marianne.

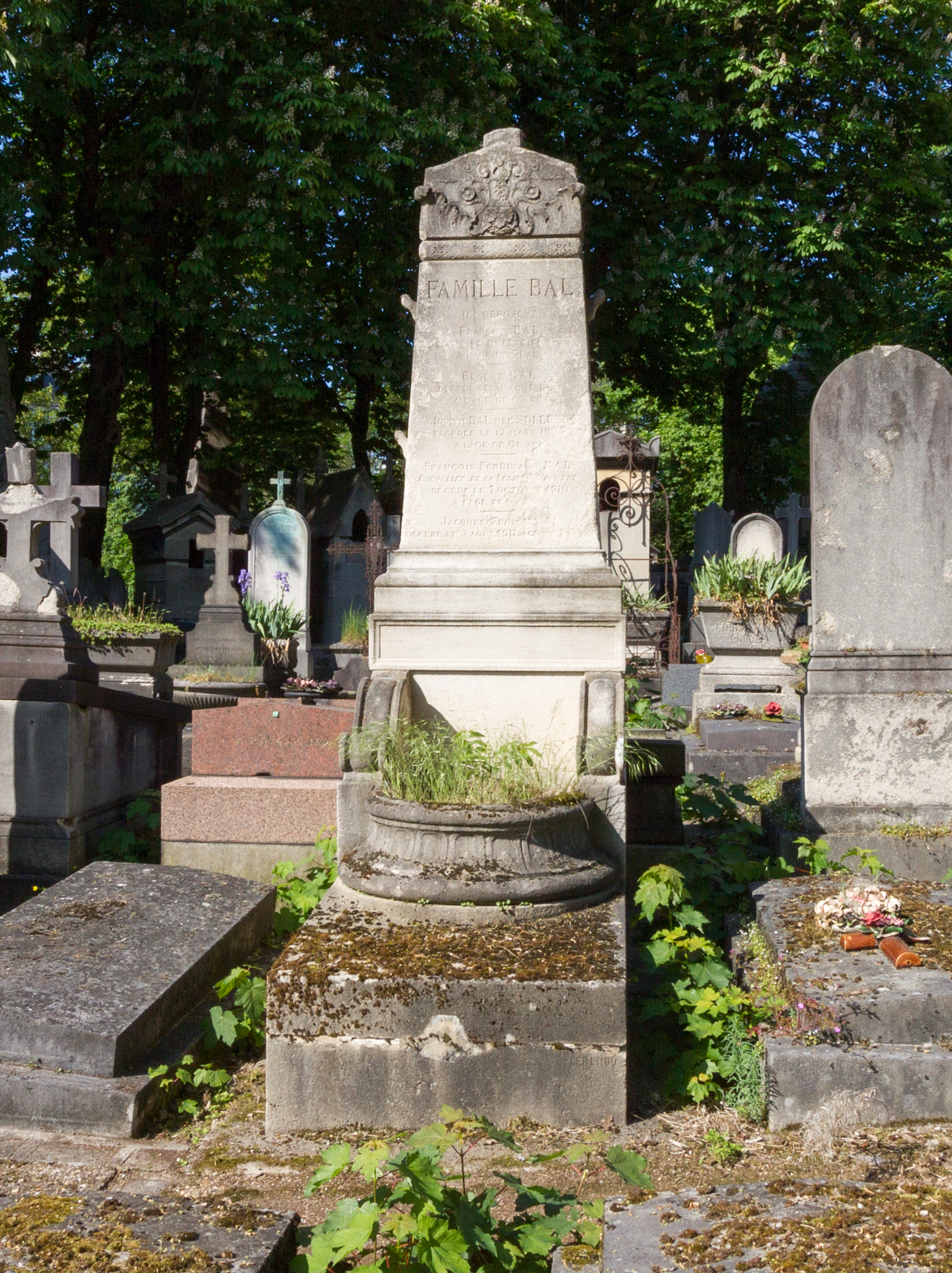
Tombe au cimetière du Père-Lachaise.

Au gré de ses activités de spéculation immobilière et de ses travaux, Bal change régulièrement d'adresse, passant de la rue de Marignan (no 16) à la place de la Concorde (no 8) en 1891, puis au no 30 de l'avenue Rapp, dont il a dirigé la construction entre 1893 et 1894. Vendu par sa mère en 1895, cet immeuble lui apporte quelques ennuis, la nouvelle propriétaire ayant réclamé en raison de malfaçons dans les conduits d'air chaud et de fumée. À la fin du siècle, il réside dans un immeuble très semblable à celui de l'avenue Rapp, qu'il a signé et daté de 1896 au no 110 (aujourd'hui 112) de la rue Saint-Dominique, puis au no 14 (renuméroté 4 en 1902) de la rue Dupont-des-Loges, avant d'acquérir des terrains rue Rosa-Bonheur (1905).
Ferdinand Bal meurt le 7 octobre 1910 en son domicile de la rue de l'Université (no 225) et est inhumé au cimetière du Père-Lachaise (65e division).

## Constructions

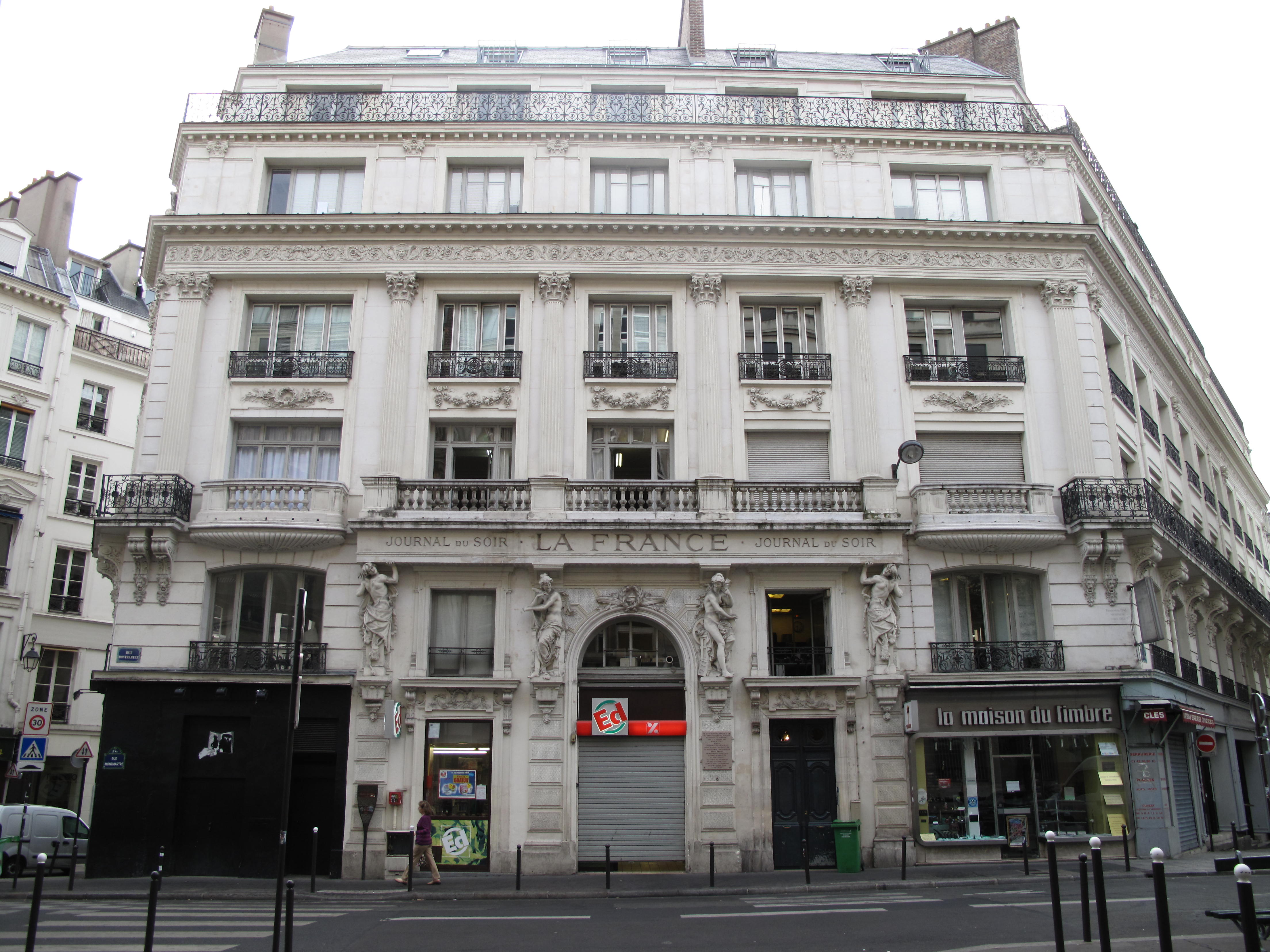
L'immeuble de La France, au no 144 de la rue Montmartre (1883).

- Immeuble du no 144 de la rue La Fayette, avec des sculptures de P. Larue (1870)[18]
- Construction au no 5 de la rue Réaumur pour M. de Guigné (1869-1870)[19].
- Construction dans l'impasse Robiquet (81 boulevard du Montparnasse) pour le marquis de Tilière (1881-1883)[20].
- Immeubles de la rue Ferdinand-Bal (1882).
- Immeuble de La France, à l'angle de la rue Montmartre (no 142-144), de la rue du Croissant et de la rue Saint-Joseph (1882-1883).
- Construction dans la rue Monge prolongée, à l'angle de la rue des Anglais, pour Scipion Flory (1890)[21].
- Construction au no 178 de la rue du Faubourg-Saint-Martin, à l'angle de la rue du Terrage, pour M. Flory (1891)[22].
- Construction dans la rue d'Angoulême et l'avenue de la République pour M. Morize (1891)[23].
- Constructions au no 36 du boulevard de Port-Royal pour M. Pompon (1891)[24].
- Construction au no 47 de la rue des Panoyaux pour M. Angibout (1893)[25].
- Construction au no 30 de l'avenue Rapp pour Mme veuve Bal (1893-1894)[26].
- Immeuble du no 112 de la rue Saint-Dominique pour Mme Bal (1896)[27].
- Surélévation de deux étages et installation d'un atelier de photographie au no 31 du quai des Grands-Augustins pour M. Jacquemin (1897-1898)[28],[29].
- Immeuble au no 4 de la rue Dante, pour l'architecte (1901-1902)[30].
- Immeuble de sept étages, au no 4-bis de la rue Rosa-Bonheur, pour l'architecte (1905)[31].